# Sam Cassell
Samuel James Cassell (ur. 18 listopada 1969 w Baltimore) – amerykański koszykarz, trzykrotny mistrz NBA z drużynami Houston Rockets i Boston Celtics. Uczestnik meczu gwiazd NBA, zaliczony do drugiego składu najlepszych zawodników ligi. Od 2023 asystent trenera w klubie Boston Celtics.

## Kariera wNBA

### Houston Rockets
Sam Cassell został wybrany z numerem 24 draftu 1993 przez drużynę Houston Rockets. W swoim pierwszym sezonie był rezerwowym zawodnikiem. W sezonie zasadniczym rozegrał 66 spotkań, z czego 6 w pierwszej piątce. Średnio zdobywał 6,7 punktów w meczu. Jego zespół awansował do fazy playoff z drugiego miejsca w konferencji zachodniej. W pierwszej rundzie uporał się z Portland Trail Blazers w stosunku 3:1. W półfinale konferencji po bardzo zaciętej walce zespół Rakiet wyeliminował Phoenix Suns w 7 meczach. W finale konferencji w pokonanym polu pozostała drużyna Utah Jazz. W finale ligi drużyna Houston Rockets grała z New York Knicks. W rywalizacji do 4 zwycięstw był już stan 3:2 dla drużyny ze wschodu, ale zespół Sama Cassella wygrał ostatnie dwa mecze u siebie i został mistrzem ligi NBA. Cassell w playoffach rozegrał wszystkie spotkania, średnio zdobywał 9,4 punktów.
W następnym sezonie Cassell obronił wraz z drużyną mistrzostwo. W sezonie regularnym rozegrał wszystkie 82 spotkania ale tylko w jednym był podstawowym rozgrywającym. Średnio rzucał 9,5 punktów i miał prawie 5 asyst. Uczestniczył we wszystkich spotkaniach playoffów, gdzie średnio zdobywał 11 punktów.
W sezonie 95/96 poprawił średnią punktów o 5. Wynosiła ona 14,5 punktów na mecz. Drużyna nie zdobyła trzeci raz z rzędu tytułu mistrzów, a Cassell został sprzedany do Phoenix Suns razem z m.in. Robertem Horrym. Do drużyny z Houston powędrował Charles Barkley.

### Sezon 1996/1997
W nowej drużynie z Phoenix wystąpił w 22 meczach. Średnio zdobywał niecałe 15 punktów. 27 grudnia 1996 roku został sprzedany razem z Michaelem Finleyem do Dallas Mavericks w zamian za Jasona Kidda. Jednakże po rozegraniu dla  Mavs 16 spotkań, 17 lutego 1997 roku został kupiony przez New Jersey Nets. W tej drużynie został na dłużej.

### New Jersey Nets
Jeszcze w sezonie 96/97 był pierwszym rozgrywającym w 22 z 23 rozegranych meczów. Miało to wpływ na jego notowania punktowe bo z 14 wzrosły do prawie 20 punktów na mecz. W sezonie 97/98 wystąpił w 75 spotkaniach sezonu zasadniczego. Tylko w trzech rozpoczynał mecz jako rezerwowy. Średnio rzucał 19,6 punktów i miał 8 asyst. Awansował z drużyną do playoffów, jednak Nets odpadli w pierwszej rundzie. W sezonie 98/99 rozegrał tylko 4 spotkania i został sprzedany do Milwaukee Bucks.

### Milwaukee Bucks
W tym sezonie zagrał tylko 4 razy dla swojej nowej drużyny. Kolejny sezon - 99/2000 był udany dla Cassella. Rozegrał 81 spotkań, wszystkie w pierwszej piątce. Średnio zdobywał 18,6 punktów i miał 9 asyst. Jego zespół odpadł w drugiej rundzie playoff. W sezonie 2000/01 nadal był etatowym rozgrywającym Milwaukee Bucks Spadły jego notowania w asystach, teraz wynosiły one 7,6 asyst na mecz. Zespół Cassella przegrał w finale konferencji wschodniej 3:4 z Philadelphia 76ers. W sezonie 02/03 ponownie spadła mu średnia zdobywanych asyst. Był jednak wciąż czołowym strzelcem zespołu ze średnią 19,7. W czasie tego sezonu przekroczył barierę 10 tysięcy punktów zdobytych w karierze.

### Minnesota Timberwolves
Po spędzeniu 4 sezonów w Milwaukee, Cassell przeszedł do Minnesota Timberwolves. W sezonie 03/04 rozegrał 81 spotkań jako pierwszy rozgrywający. Został wybrany do drugiej najlepszej piątki sezonu a także nominowany do występu w meczu gwiazd. Zdobył w nim 4 punkty. Jego drużyna awansowała do finału konferencji zachodniej. W kolejnym sezonie rozpoczynał mecz w wyjściowym składzie w 38 z 59 spotkań. Zdobywał średnio o 6 punktów mniej niż w poprzednim sezonie.

### Los Angeles Clippers
Po sezonie 04/05 został sprzedany do Los Angeles Clippers. W pierwszym sezonie gry dla nowej drużyny rozegrał 78 spotkań w sezonie zasadniczym. Średnio zdobywał 17,2 punktów w meczu. Awansował z drużyną do półfinału konferencji zachodniej. Los Angeles Clippers przegrali w siedmiu meczach z byłą drużyną Cassella - Phoenix Suns. W sezonie 06/07 drużyna nie awansowała już do playoffów. Cassell rozegrał 30 spotkań w pierwszej piątce. W następnym sezonie rozegrał 38 spotkań w barwach Los Angeles Clippers.

### Boston Celtics
W marcu 2008 r. przeniósł się do drużyny Boston Celtics. Wystąpił dla "Celtów" w 17 spotkaniach jako zmiennik Rajona Rondo, przyczyniając się do zdobycia przez Celtów 17. tytułu mistrzowskiego.

### Zakończenie kariery
W lutym 2009 Cassell został sprzedany do Sacramento Kings, ale nie rozegrał tu ani jednego meczu, zwolniony już dzień później. W maju tego samego roku został mianowany asystentem trenera Flipa Saundersa w klubie Washington Wizards.
9 listopada 2020 został asystentem trenera Philadelphia 76ers. 4 czerwca 2023 dołączył do sztabu szkoleniowego Boston Celtics.

## Osiągnięcia
Na podstawie, o ile nie zaznaczono inaczej.
NCAA
- Uczestnik rozgrywek:
  - Elite 8 turnieju NCAA (1993)
  - Sweet 16 turnieju NCAA (1992, 1993)
- Zaliczony do II składu ACC (1992, 1993)
- Lider konferencji Atlantic Coast Conference w przechwytach

NBA
- 3–krotny mistrz NBA (1994–1995, 2008)[1]
- Zaliczony do II składu NBA (2004)[3]
- Uczestnik meczu:
  - gwiazd NBA (2004)[2]
  - debiutantów (1994)
- Zawodnika tygodnia NBA (12.04.1998, 7.11.1999, 28.12.2003)

## Statystyki
Na podstawie Basketball-Reference.com (ang.)

### Sezon regularny
| Sezon   | Drużyna       | M   | S5  | MPG  | FG%   | 3P%   | FT%   | RPG | APG | SPG | BPG | PPG  |
| ------- | ------------- | --- | --- | ---- | ----- | ----- | ----- | --- | --- | --- | --- | ---- |
| 1993/94 | Houston       | 66  | 6   | 17,0 | 41,8% | 29,5% | 84,1% | 2,0 | 2,9 | 0,9 | 0,1 | 6,7  |
| 1994/95 | Houston       | 82  | 1   | 23,0 | 42,7% | 33,0% | 84,3% | 2,6 | 4,9 | 1,1 | 0,2 | 9,5  |
| 1995/96 | Houston       | 61  | 0   | 27,6 | 43,9% | 34,8% | 82,5% | 3,1 | 4,6 | 0,9 | 0,1 | 14,5 |
| 1996/97 | Phoenix       | 22  | 9   | 24,5 | 41,5% | 30,6% | 85,5% | 2,3 | 4,5 | 1,0 | 0,3 | 14,8 |
| 1996/97 | Dallas        | 16  | 13  | 24,9 | 42,4% | 30,6% | 84,0% | 3,1 | 3,6 | 1,1 | 0,4 | 12,3 |
| 1996/97 | New Jersey    | 23  | 22  | 33,8 | 44,3% | 39,2% | 83,1% | 3,6 | 6,5 | 1,6 | 0,3 | 19,3 |
| 1997/98 | New Jersey    | 75  | 72  | 34,7 | 44,1% | 18,8% | 86,0% | 3,0 | 8,0 | 1,6 | 0,3 | 19,6 |
| 1998/99 | New Jersey    | 4   | 3   | 25,0 | 42,9% | 14,3% | 93,5% | 1,5 | 4,8 | 0,8 | 0,0 | 18,0 |
| 1998/99 | Milwaukee     | 4   | 0   | 24,8 | 40,9% | 33,3% | 94,7% | 2,3 | 4,3 | 1,5 | 0,0 | 13,8 |
| 1999/00 | Milwaukee     | 81  | 81  | 35,8 | 46,6% | 28,9% | 87,6% | 3,7 | 9,0 | 1,3 | 0,1 | 18,6 |
| 2000/01 | Milwaukee     | 76  | 75  | 35,6 | 47,4% | 30,6% | 85,8% | 3,8 | 7,6 | 1,2 | 0,1 | 18,2 |
| 2001/02 | Milwaukee     | 74  | 73  | 35,2 | 46,3% | 34,8% | 86,0% | 4,2 | 6,7 | 1,2 | 0,2 | 19,7 |
| 2002/03 | Milwaukee     | 78  | 77  | 34,6 | 47,0% | 36,2% | 86,1% | 4,4 | 5,8 | 1,1 | 0,2 | 19,7 |
| 2003/04 | Minnesota     | 81  | 81  | 35,0 | 48,8% | 39,8% | 87,3% | 3,3 | 7,3 | 1,3 | 0,2 | 19,8 |
| 2004/05 | Minnesota     | 59  | 38  | 25,8 | 46,4% | 26,2% | 86,5% | 2,7 | 5,1 | 0,6 | 0,2 | 13,5 |
| 2005/06 | L.A. Clippers | 78  | 75  | 34,0 | 44,3% | 36,8% | 86,3% | 3,7 | 6,3 | 0,9 | 0,1 | 17,2 |
| 2006/07 | L.A. Clippers | 58  | 30  | 24,3 | 41,8% | 29,4% | 87,9% | 2,9 | 4,7 | 0,5 | 0,1 | 12,3 |
| 2007/08 | L.A. Clippers | 38  | 33  | 25,7 | 45,5% | 25,9% | 89,1% | 2,8 | 4,7 | 0,7 | 0,1 | 12,8 |
| 2007/08 | Boston        | 17  | 1   | 17,6 | 38,5% | 40,9% | 84,0% | 1,8 | 2,1 | 0,5 | 0,2 | 7,6  |
| Razem   |               | 993 | 690 | 30,0 | 45,4% | 33,1% | 86,1% | 3,2 | 6,0 | 1,1 | 0,2 | 15,7 |

### Play-offy
| Sezon | Drużyna       | M   | S5 | MPG  | FG%   | 3P%   | FT%   | RPG | APG | SPG | BPG | PPG  |
| ----- | ------------- | --- | -- | ---- | ----- | ----- | ----- | --- | --- | --- | --- | ---- |
| 1994  | Houston       | 22  | 0  | 21,7 | 39,4% | 37,8% | 86,5% | 2,7 | 4,2 | 1,0 | 0,2 | 9,4  |
| 1995  | Houston       | 22  | 0  | 22,0 | 43,8% | 40,0% | 83,5% | 1,9 | 4,0 | 1,0 | 0,1 | 11,0 |
| 1996  | Houston       | 8   | 0  | 25,8 | 32,1% | 27,6% | 79,3% | 2,1 | 4,3 | 0,8 | 0,1 | 10,4 |
| 1998  | New Jersey    | 3   | 1  | 8,7  | 33,3% | –     | –     | 1,0 | 1,7 | 0,0 | 0,3 | 2,0  |
| 1999  | Milwaukee     | 3   | 3  | 34,0 | 50,0% | 0,0%  | 87,5% | 2,0 | 8,7 | 1,0 | 0,0 | 15,3 |
| 2000  | Milwaukee     | 5   | 5  | 35,6 | 41,7% | 20,0% | 85,7% | 3,4 | 9,0 | 0,8 | 0,0 | 15,8 |
| 2001  | Milwaukee     | 18  | 18 | 37,9 | 39,6% | 33,3% | 86,6% | 4,6 | 6,7 | 1,1 | 0,2 | 17,4 |
| 2003  | Milwaukee     | 6   | 6  | 36,2 | 47,0% | 52,4% | 93,3% | 3,2 | 2,7 | 0,5 | 0,2 | 17,2 |
| 2004  | Minnesota     | 16  | 15 | 31,1 | 46,5% | 41,7% | 85,2% | 2,5 | 4,4 | 0,8 | 0,2 | 16,6 |
| 2006  | L.A. Clippers | 12  | 12 | 33,7 | 43,7% | 34,9% | 80,9% | 4,0 | 5,8 | 0,7 | 0,2 | 18,0 |
| 2008  | Boston        | 21  | 0  | 12,6 | 33,3% | 21,4% | 82,4% | 0,7 | 1,2 | 0,4 | 0,0 | 4,5  |
| Razem |               | 136 | 60 | 26,0 | 41,4% | 36,3% | 84,7% | 2,6 | 4,4 | 0,8 | 0,1 | 12,2 |